# Suomi Island
Suomi Island är en ö i Australien. Den ligger i delstaten Western Australia, omkring 410 kilometer nordväst om delstatshuvudstaden Perth. Arean är 0,29 kvadratkilometer. Den sträcker sig 2,2 kilometer i nord-sydlig riktning, och 0,4 kilometer i öst-västlig riktning.